# SN 2008C
SN 2008C – supernowa typu Ia odkryta 3 stycznia 2008 roku w galaktyce UGC 3611. W momencie odkrycia miała maksymalną jasność 14,90m.